# Medalla por la Conquista de Königsberg
La Medalla por la Conquista de Königsberg (en ruso: Медаль «За взятие Кенигсберга», tr.: Medal "Za viatziye Kenigsberga") es una medalla de campaña de la Unión Soviética establecida el 9 de junio de 1945 por decreto del Presídium del Sóviet Supremo de la Unión Soviética para conmemorar la Conquista de Königsberg por parte del Ejército Rojo al final de la Segunda Guerra Mundial. El estatuto de la medalla fue posteriormente enmendado el 18 de julio de 1980 por decreto del Presídium del Sóviet Supremo de la URSS N.º 2523-X.

## Historia
El 19 de abril de 1945, el Comandante en Jefe de la Retaguardia del Ejército Rojo, el general de ejército Andréi Jruliov, ordenó al Comité Técnico de la Dirección Principal de Intendencia la elaboración de proyectos para crear condecoraciones por la conquista y liberación de ciudades fuera de los límites de la Unión Soviética. El 24 de abril se presentaron los primeros esbozos y el 30 se examinaron unos 116 dibujos. El grabador B. Andrianov hizo pruebas en metal el 3 de mayo. El autor del proyecto definitivo fue el pintor A.I. Kuznetsov, autor también de otras condecoraciones. Hasta 1987, la medalla fue otorgada a unas 760.000 personas.

## Estatuto
La medalla se otorga a todos los soldados del Ejército Rojo, Marina, Tropas del Ministerio del Interior (MVD) y Tropas del Comité de Seguridad del Estado (NKVD) que participaron en la batalla de Königsberg entre el 23 de enero y el 10 de abril de 1945, así como a los organizadores y líderes de las operaciones militares durante la captura de esta ciudad.
Es la única medalla de la URSS, establecida como recompensa por la captura de una ciudad fortificada, y no en relación con la captura o liberación de una capital nacional. 
La medalla era otorgada en nombre del Presídium del Sóviet Supremo de la URSS sobre la base de documentos que atestiguan la participación real en la captura de Königsberg. El personal militar en servicio recibió la medalla de su comandante de unidad, los jubilados del servicio militar recibieron la medalla de un comisionado militar regional, municipal o de distrito en la comunidad del destinatario.
La medalla se lleva en el lado izquierdo del pecho y, en presencia de otras medallas de la URSS, se coloca después de la Medalla por la Conquista de Budapest. Si se usa en presencia de órdenes o medallas de la Federación de Rusia, estas últimas tienen prioridad.

Certificado de concesión de la medalla

Cada medalla venía con un certificado de premio, este certificado se presentaba en forma de un pequeño folleto de cartón de 8 cm por 11 cm con el nombre del premio, los datos del destinatario y un sello oficial y una firma en el interior. Por el decreto del 5 de febrero de 1951 del Presídium del Sóviet Supremo de la URSS, se estableció que la medalla y su certificado quedarían en manos de la familia tras la muerte del beneficiario

## Descripción

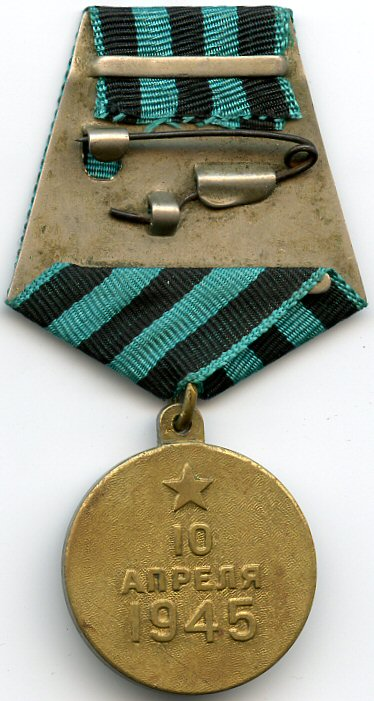
Reverso de la medalla

Se trata de una medalla circular de latón de 32 mm de diámetro con un borde elevado por ambos lados.  
El anverso tiene un borde elevado y muestra una pequeña estrella de cinco puntas en relieve con rayos divergentes en la parte superior. Debajo hay una inscripción en relieve en negrita en tres filas «POR LA CAPTURA DE KÖNIGSBERG» (en ruso: «ЗА ВЗЯТИЕ КЕНИГСБЕРГА»), con una imagen en relieve de una rama de laurel horizontal debajo.
El reverso muestra la fecha en relieve en tres filas «10 de abril de 1945» (en ruso: «10 АПРЕЛЯ 1945») fecha de la liberación de la ciudad. Debajo de una estrella lisa de cinco puntas en relieve.
Todas las inscripciones e imágenes de la medalla son convexas.  
La medalla está conectada con un ojal y un anillo a un bloque pentagonal cubierto con una cinta de muaré de seda de 24 mm de ancho. La cinta consta de cinco franjas que se alternan entre sí: tres negras y dos verdes. Los bordes de la cinta están bordeados por estrechas franjas verdes. 